# Miao'an, Sichuan
Miao'an (kinesiska: 庙安乡, 庙安) är en socken i Kina. Den ligger i provinsen Sichuan, i den sydvästra delen av landet, omkring 350 kilometer öster om provinshuvudstaden Chengdu. Antalet invånare är 5 586. Befolkningen består av 2 654 kvinnor och 2 932 män. Barn under 15 år utgör 17,0 %, vuxna 15-64 år 68 %, och äldre över 65 år 13,0 %.
Genomsnittlig årsnederbörd är 1 751 millimeter. Den regnigaste månaden är september, med i genomsnitt 350 mm nederbörd, och den torraste är december, med 13 mm nederbörd.